# 1970-es Formula–1 osztrák nagydíj
Az 1970-es Formula–1 világbajnokság kilencedik futama az osztrák nagydíj volt.

## Futam
Rindt sorozatban negyedik győzelmével 20 pontos előnyre tett szert, a mezőny pedig hazai versenyére, az osztrák nagydíjra utazott. A versenyt először rendezték meg a gyors kanyarokkal és nagy szintkülönbségekkel rendelkező Österreichringen. Rindt a hazai közönség előtt megszerezte a pole-t Regazzoni, Ickx és Stewart előtt.
A rajt után Regazzoni és Ickx került az élre, míg Rindt hamar kiesett motorhiba miatt. A második körben Regazzoni maga elé engedte csapattársát, a verseny további részében is ők domináltak, Ickx-Regazzoni sorrendben a Ferrari kettős győzelmet szerzett. Rolf Stommelen másfél perc hátránnyal harmadikként ért célba, miután Beltoise Matrájával üzemanyag-ellátási gonddal küzdött és lelassult.
| Helyezés | #  | Versenyző            | Csapat/Motor       | Futott körök | Idő/Kiesés oka | Rajthely | Pontszám |
| -------- | -- | -------------------- | ------------------ | ------------ | -------------- | -------- | -------- |
| 1        | 12 | Jacky Ickx           | Ferrari            | 60           | 1h42:17,32     | 3        | 9        |
| 2        | 27 | Clay Regazzoni       | Ferrari            | 60           | + 0,61         | 2        | 6        |
| 3        | 11 | Rolf Stommelen       | Brabham-Ford       | 60           | + 1:27,88      | 17       | 4        |
| 4        | 17 | Pedro Rodríguez      | BRM                | 59           | + 1 kör        | 22       | 3        |
| 5        | 16 | Jackie Oliver        | BRM                | 59           | + 1 kör        | 14       | 2        |
| 6        | 19 | Jean-Pierre Beltoise | Matra              | 59           | + 1 kör        | 7        | 1        |
| 7        | 14 | Ignazio Giunti       | Ferrari            | 59           | + 1 kör        | 5        |          |
| 8        | 4  | Chris Amon           | March-Ford         | 59           | + 1 kör        | 5        |          |
| 9        | 3  | Jo Siffert           | March-Ford         | 59           | + 1 kör        | 20       |          |
| 10       | 16 | Peter Gethin         | McLaren-Ford       | 59           | + 1 kör        | 21       |          |
| 11       | 18 | George Eaton         | BRM                | 58           | + 2 kör        | 23       |          |
| 12       | 22 | Andrea de Adamich    | McLaren-Alfa Romeo | 57           | + 3 kör        | 15       |          |
| 13       | 10 | Jack Brabham         | Brabham-Ford       | 56           | + 4 kör        | 8        |          |
| 14       | 20 | Henri Pescarolo      | Matra              | 56           | + 4 kör        | 13       |          |
| 15       | 8  | Emerson Fittipaldi   | Lotus-Ford         | 55           | + 5 kör        | 16       |          |
| Kiesett  | 21 | Denny Hulme          | McLaren-Ford       | 30           | Motorhiba      | 11       |          |
| Kiesett  | 15 | John Surtees         | Surtees-Ford       | 27           | Motorhiba      | 12       |          |
| Kiesett  | 26 | Tim Schenken         | De Tomaso-Ford     | 25           | Motorhiba      | 19       |          |
| Kiesett  | 6  | Jochen Rindt         | Lotus-Ford         | 21           | Motorhiba      | 1        |          |
| Kiesett  | 5  | Mario Andretti       | March-Ford         | 13           | Baleset        | 18       |          |
| Kiesett  | 24 | Silvio Moser         | Bellasi-Ford       | 13           | Hűtő           | 24       |          |
| Kiesett  | 1  | Jackie Stewart       | March-Ford         | 7            | Üzemanyagcső   | 4        |          |
| Kiesett  | 7  | John Miles           | Lotus-Ford         | 4            | Fékek          | 10       |          |
| Kiesett  | 2  | François Cevert      | March-Ford         | 0            | Motorhiba      | 9        |          |

## Statisztikák
Vezető helyen:
- Clay Regazzoni: 1 (1)
- Jacky Ickx: 59 (2-60)

Jacky Ickx 4. győzelme, 6. leggyorsabb köre, Jochen Rindt 10. pole-pozíciója.
- Clay Regazzoni 1. leggyorsabb köre (Ickx és Regazzoni azonos idejű gyors kört futott).
- Ferrari 43. győzelme.